# سفارة أستراليا في السويد
سفارة أستراليا في السويد هي أرفع تمثيل دبلوماسي لدولة أستراليا لدى السويد. تقع السفارة في ستوكهولم وهي تهدف لتعزيز المصالح الأسترالية في السويد.

## وصلات خارجية
- الموقع الرسمي
- قائمة سفارات أستراليا
- قائمة السفارات في السويد